# Robert Keyes
Robert Keyes, född cirka 1565, död 31 januari 1606 i London, var en av de katolska konspiratörer som försökte lönnmörda Jakob I genom att spränga det engelska överhuset i Westminsterpalatset 1605, i vad som kallas för krutkonspirationen. Keyes var den sjätte personen att gå med i konspirationen.
Till skillnad från flera av de andra konspiratörerna var Keyes inte särskilt förmögen och han har framställts som en desperat man som var ruinerad och skuldsatt. Han har även beskrivits som en allvarlig och sansad man som var lång och hade ett rött skägg. Initiativtagaren till konspirationen var Robert Catesby, som ansåg Keyes vara pålitlig och hederlig och han lät Keyes bevaka kruttunnorna som förvarades i Catesbys hus i Lambeth. När Keyes fick kännedom om att konspirationen hade misslyckats flydde han från London och greps först några dagar senare. 
Vid rättegången som hölls mot de överlevande konspiratörerna den 27 januari 1606 blev det en fällande dom i högförräderi för samtliga. Tillsammans med några av de andra konspiratörerna avrättades Keyes den 31 januari 1606 på Old Palace Yard i Westminster genom hängning, dragning och fyrdelning.

## Biografi

### Liv före 1604
Robert Keyes föddes runt 1565, som son till den protestantiske kyrkoherden Edward Keyes av Staveley, Derbyshire. Hans mor var dotter till sir Robert Tyrwhitt från Kettleby, Lincolnshire och de var släkt med den katolska familjen Babthorpes från Osgodby, Lincolnshire samt familjerna Mallory och Ingilby från Ripon, North Yorkshire. Keyes kusin Elizabeth Tyrwhitt gifte sig med en av de andra konspiratörerna, Ambrose Rookwood. Vid 1604 hade Keyes konverterat till katolicismen. Hans fru Christina, som var änka efter Thomas Groome när Keyes gifte sig med henne, arbetade som guvernant åt barnen till Henry Mordaunt, 4:e baron Mordaunt i Drayton, Northamptonshire och på grund av detta hade Keyes tillgång till hästar och andra bekvämligheter. Keyes hade även en vasall vid namn William Johnson.

### Medverkan i krutkonspirationen
När Jakob I av England efterträdde Elisabet I verkade han agera på ett mera tolerant sätt mot olika trosuppfattningar än vad drottning Elisabet tidigare gjort och de katolska engelsmännen hoppades på att de skulle slippa bli förföljda på grund av sin tro. Dock var Robert Catesby, en hängiven katolik från Warwickshire, missbelåten med Jakobs utövande av kungamakt och han planerade därför att lönnmörda kungen i ett sprängdåd mot det engelska överhuset i Westminsterpalatset. I det följande upploppet skulle Catesby hetsa folket att göra revolt och få dem att kröna Elisabet Stuart till drottning. Keyes gick med i konspirationen i oktober 1604 och hans roll blev att vakta kruttunnorna och andra saker som lagrades i Catesbys hus i Lambeth.
Jesuitprästen John Gerard beskrev Keyes som "en allvarlig och sansad man, med stor kvickhet och tillräcklighet." Fader Oswald Tesimond hävdade att Keyes personligen hade blivit utsatt för förföljelse och att han på grund av detta hade blivit av med en del av sitt gods. Historikern och författaren Cyril Northcote Parkinsons bild av Keyes var en "desperat man, ruinerad och skuldsatt." Keyes var en relativt fattig man som var lång och hade ett rött skägg. Catesby benämnde honom som "en pålitlig [och] hederlig man" och det är möjligt att Catesby betalade Keyes för hans tjänster. Keyes, precis som hans medkumpan Guy Fawkes, ansågs vara kapabel att ta hand om sig själv. Sent i oktober 1605 uttryckte flera av konspiratörerna oro över säkerheten för de katoliker som skulle närvara den dag de planerade att spränga Westminsterpalatset; Keyes var särskilt oroad över säkerheten för lord Mordaunt, hans frus arbetsgivare. Keyes förslag att varna lord Mordaunt om det stundande sprängdådet möttes med hån av Catesby, som sade att Keyes inte skulle kunna förmedla informationen till lord Mordaunt eftersom han visste att hemligheten inte längre skulle förbli en hemlighet. Catesby sade även att "de oskyldiga måste gå under tillsammans med de skyldiga, hellre än att förstöra chanserna för framgång."
Keyes och Rookwood tillbringade natten innan det tilltänkta sprängdådet i Elizabeth Mores hus i närheten av Temple Bar, London. De besöktes senare på kvällen av Fawkes (som var ansvarig för sprängladdningarna under Westminsterpalatset) och han kom för att hämta ett fickur som Thomas Percy hade lämnat där, vilket han skulle använda för att kunna tända på stubintråden vid rätt tillfälle. Dock upptäcktes Fawkes flera timmar senare under Westminsterpalatset, innan han hade tänt på stubintråden, och han greps på plats.

#### Konspirationens misslyckande och Keyes avrättning
När Keyes hörde att Fawkes hade misslyckats med sitt uppdrag satte han sig på sin häst och flydde mot Midlands. Han passerades vid Highgate, London av Rookwood, som hade rusat för att berätta för Catesby och de andra om vad som hade hänt. Efter att han och Rookwood hade talat med Catesby, Percy, Thomas Bates samt John och Christopher Wright lämnade Keyes gruppen för att ta sig till lord Mordaunts hus i Drayton, där han gömde sig; för detta har han setts som en desertör. Han identifierades som en av de misstänkta konspiratörerna den 6 november 1605 och han greps först tre dagar senare. Den 12 november undersöktes han av Fulke Greville, 1:e baron Brooke i Warwick och Keyes hade sagt till honom att han var på väg till sin släkting Rookwood eftersom han hade hört att han hade blivit gripen. Keyes och de andra överlevande konspiratörerna skickades till London där de fängslades i Towern; dock satt Bates fängslad i Gatehouse eftersom fängelserna skilde fångarna åt beroende på deras samhällsklass. Keyes blev utfrågad om sina handlingar i konspirationen den 30 november.
Rättegången mot konspiratörerna hölls den 27 januari 1606 i Westminster Hall. Trots att alla de anklagade, utom Everard Digby, hävdade att de var oskyldiga blev det fällande dom i högförräderi för samtliga. Konspiratörerna hade ingen försvarsadvokat som förde deras talan och därför var resultatet av rättegången mer eller mindre bestämd redan i förväg. De anklagade fick sedan möjligheten att tala inför domstolen om varför de inte skulle bli dömda till döden. Keyes gjorde inga försök att be om ursäkt för sina handlingar utan hävdade istället att han var redo att dö och han sade att han hellre gick under än att fortsätta leva bland så mycket tyranni. Keyes försvarstal beskrevs av Tesimond med orden: "Han [Keyes] hävdade att hans motiv hade varit för allmänhetens bästa; med det menade han att han hoppades på att hans land skulle återgå till den katolska tron. Det var våldet i de dåvarande förföljelserna [mot katoliker] som hade fått honom att gå med i konspirationen."

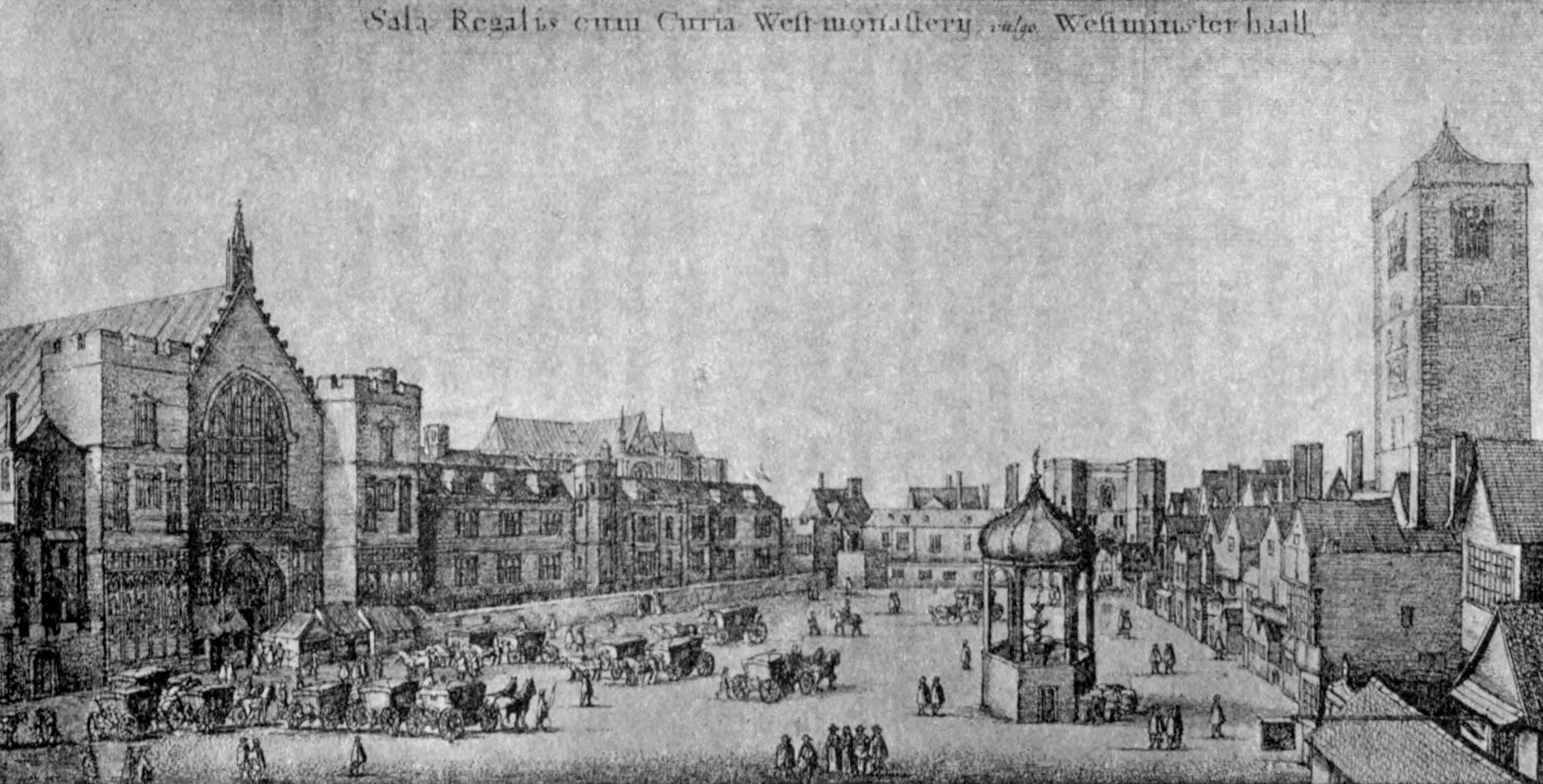
Keyes avrättades den 31 januari 1606 på Old Palace Yard i Westminster.

Den 31 januari 1606 fördes Keyes, Rookwood, Thomas Wintour och Fawkes till Old Palace Yard i Westminster för att där bli hängda, dragna och fyrdelade. Wintour och Rookwood var de första att föras till galgen. Med en bister uppsyn steg sedan Keyes på ett kraftfullt sätt upp för stegen på schavotten. Även vid detta tillfälle ska han på ett trotsigt sätt ha sagt att konspirationen var rättfärdig. Med snaran runt halsen kastade Keyes sig ut, förmodligen i hopp om att hans nacke skulle brytas och att han skulle få en snabb död. Dock brast snaran och Keyes fick därefter genomlida resten av sitt straff.